# José Francisco García de Soto
José Francisco García de Soto y de la Roza, también conocido como Chiqui (Santander, Cantabria, 23 de junio de 1947), es un regatista español, capitán de la marina mercante y profesor de la Escuela Superior de la Marina Civil de la Universidad de Cantabria.

## Juegos Olímpicos
Participó en dos Juegos Olímpicos:
- Regatista suplente para todas las clases en Montreal 1976.
- Puesto 20 en Tornado con Cristina de Borbón de tripulante en Seúl 1988.

## Trayectoria
A nivel continental ha sido campeón del Sur de Europa de la clase Snipe en 1977 y subcampeón en 1978; subcampeón de Europa de la clase Snipe en 1982; y tercero en el campeonato de Europa de la clase Catamarán en 1991.
A nivel nacional se proclamó campeón de España Juvenil de la clase Snipe en 1965; campeón de España de la clase Tornado en 1986 y 1988, y subcampeón en 1996; campeón de España de la clase Catamarán en 1992, 1994 y 1995; y campeón de España de la clase Star en 2005. También ganó el campeonato de España en categoría máster de la clase Snipe en 2008. En cuatro ocasiones se alzó con la Copa de Su Alteza Real el Príncipe de Asturias.